# Redondo Beach
Redondo Beach é uma cidade localizada no estado americano da Califórnia, no condado de Los Angeles. Foi incorporada em 29 de abril de 1892.

## Geografia

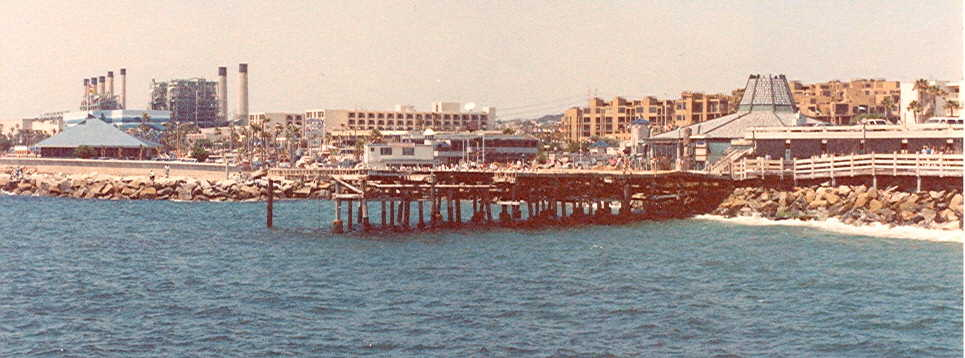
O cais de Redondo Beach

De acordo com o United States Census Bureau, a cidade tem uma área de 16,08 km², onde 16,06 km² estão cobertos por terra e 0,02 km² por água.

### Localidades na vizinhança
O diagrama seguinte representa as localidades num raio de 8 km ao redor de Redondo Beach.

## Demografia
Segundo o censo nacional de 2010, a sua população é de 66 748 habitantes e sua densidade populacional é de 4 156,70 hab/km². Possui 30 609 residências, que resulta em uma densidade de 1 906,16 residências/km².

## Personalidades
- Edwin Mattison McMillan (1907-1991), prémio Nobel da Química de 1951